# Åsane Seahawks 2019
Questa voce raccoglie le informazioni riguardanti gli Åsane Seahawks nelle competizioni ufficiali della stagione 2019.

## 2. Divisjon 2019

### Stagione regolare
| Åsane 13 aprile 2019, ore 14:00 | Åsane Seahawks | 14 – 12 | Kolbotn Hunters | Rollan |

| Tønsberg 11 maggio 2019, ore 14:00 | Tønsberg Raiders | 44 – 20 | Åsane Seahawks |  |

| Åsane 18 maggio 2019, ore 13:00 | Åsane Seahawks | 14 – 20 | Haugesund Hurricanes | Rollan |

| Sand 8 giugno 2019, ore 14:00 | Sand Falcons | 52 – 6 | Åsane Seahawks | Olaløkka Stadion |

| Haugesund 16 giugno 2019, ore 14:00 | Haugesund Hurricanes | 35 – 20 | Åsane Seahawks |  |

## Statistiche di squadra
| Competizione | %Vittorie | In casa | In casa | In casa | In casa | In casa | In casa | In trasferta | In trasferta | In trasferta | In trasferta | In trasferta | In trasferta | Totale | Totale | Totale | Totale | Totale | Totale |
| Competizione | %Vittorie | G       | V       | N       | P       | Pf      | Ps      | G            | V            | N            | P            | Pf           | Ps           | G      | V      | N      | P      | Pf     | Ps     |
| ------------ | --------- | ------- | ------- | ------- | ------- | ------- | ------- | ------------ | ------------ | ------------ | ------------ | ------------ | ------------ | ------ | ------ | ------ | ------ | ------ | ------ |
| Campionato   | .200      | 2       | 1       | 0       | 1       | 28      | 32      | 3            | 0            | 0            | 3            | 46           | 131          | 5      | 1      | 0      | 4      | 74     | 163    |
| Totale       | .200      | 2       | 1       | 0       | 1       | 28      | 32      | 3            | 0            | 0            | 3            | 46           | 131          | 5      | 1      | 0      | 4      | 74     | 163    |